# Liste von Löffelmuseen
Die folgende Liste gibt einen Überblick zu Löffelmuseen, also zu Museen, die sich der Geschichte, Herstellung, Verwendung und den verschiedenen Formen von Löffeln widmen. Die Liste erhebt keinen Anspruch auf Vollständigkeit.

## Liste der Museen
| Bezeichnung                    | Bild           | Standort                                             | Staat       | Errichtung Einweihung | Weitere Informationen |
| ------------------------------ | -------------- | ---------------------------------------------------- | ----------- | --------------------- | --- |
| Löffelmuseum (Volkach)         |                | Volkach, Kartäuserstraße 15                          | Deutschland |                       | [ 1 ] |
| Suppenmuseum Neudorf           | weitere Bilder | Sehmatal-Neudorf, Karlsbader Straße 164 (Lage)       | Deutschland |                       | [ 2 ] |
| Hölzernes Löffelmuseum Suceava |                | Suceava                                              | Rumänien    |                       | [ 3 ] |
| Löffelmuseum (Paterson)        | weitere Bilder | Paterson (New Jersey), Schloss Lambert Castle (Lage) | USA         |                       | ein Löffel-Museum mit über 5400 Löffeln aus der ganzen Welt |
| Löffelmuseum (Nytwa)           |                | Nytwa                                                | Russland    |                       | Im einzigen Löffelmuseum Russlands mit mehr als 5000 Ausstellungsstücken befinden sich einige sehr eigenwillige, seltene und ungewöhnliche Ausstellungsobjekte. |